# Nu Skin Enterprises
Nu Skin Enterprises est une compagnie américaine de marketing multi-niveau, aussi appelé « marketing en réseau », spécialisée dans la vente de produits de soin et de compléments alimentaires (sous la marque Pharmanex).

## Historique
Fondée en 1984 à Provo, dans l'Utah, la compagnie a commencé son extension internationale en 1990 en direction du Canada. Un an plus tard, la compagnie a engagé des opérations en Asie à Hong Kong. En 1996, Nu Skin est coté au New York Stock Exchange (NYSE). Aujourd'hui, la compagnie commercialise ses produits dans cinquante-trois marchés au travers d'un réseau d'environ 950 000 distributeurs indépendants
Dans les années 1990, à la suite de plaintes à propos des pratiques commerciales multi-niveau de la compagnie, la Federal Trade Commission (FTC) a entamé une enquête sur Nu Skin. En 1992, Nu Skin a dû trouver des accords avec cinq États américains qui l'avaient accusé de publicité mensongère et de surestimation des revenus de ses distributeurs. En 1994, à la suite d'une enquête de la FTC, la compagnie a dû payer un million de dollars et s'engager à modifier ses méthodes publicitaires. En 1997, la compagnie dû payer une amende additionnelle de 1,5 million de dollars à la commission, pour avoir poursuivi ses pratiques de publicité mensongère et infondée. En janvier 2014, le gouvernement chinois annonce l'ouverture d'une enquête à propos de Nu Skin pour « schéma pyramidal suspect ». Le PDG de la société Nu Skin, M. Truman Hunt, a nié ces accusations.

## Marques et produits
Sous les marques Nu Skin et Pharmanex, la société développe et vend plus de 200 produits de soins personnels, commercialisés comme des aides pour améliorer la beauté et faire se sentir plus jeune. À la fin des années 1990, Nu Skin a investi la compagnie Big Planet, spécialisée dans le marketing multi-niveau de services Internet. Le New York Times a remarqué que Big Planet semble recruter des employés « même s'ils ont peu de connaissance de la technologie qu'ils sont supposés vendre ». Une formation leur n’est pas gratuite et est assurée par l'équipe plus ancienne au travers de séminaires (mensuels, annuels et parfois hebdomadaires en région). Un représentant de la compagnie a répondu « Je crois que les gens qui n'ont jamais touché un ordinateur avant peuvent devenir particulièrement riche dans ce secteur. »
En 1996, Nu Skin a acquis Pharmanex, une compagnie spécialisée dans les compléments alimentaires. Une partie du produit de certaines lignes de production est donné en interne au Nu Skin Force for Good Foundation. La compagnie possède un brevet sur un dispositif développé par Pharmanex baptisé « BioPhotonic Scanner », lequel doit mesurer le niveau de caroténoïde contenu dans la peau. Selon Women's Healt Letter, le dispositif est une « arnaque », dans la mesure où il a été principalement conçu pour favoriser la vente de suppléments : le rapport annuel 2002 de Nu Skin indique que « Si les clients mesurent régulièrement leur niveau de caroténoïdes, nous pensons que cela les motivera à consommer notre produit Lifepak plus longtemps. »
Cependant, le BioPhotonic Scanner reçoit régulièrement des récompenses, comme le Business Award de l'innovation.
En 2009, Nu Skin a commencé à travailler avec LifeGen Technologies, une compagnie d'étude du génome installée à Madison, dans le Wisconsin, que Nu Skin a par la suite rachetée, en décembre 2011. La base de données génétiques de LifeGen a aidé au développement de produits Nu Skin, notamment en lançant la marque ageLOC.

## Business modèle et sponsoring
Les entreprises Nu Skin utilisent un business model de type multi-niveau. Chaque distributeur commercialise directement ses produits auprès de consommateurs et peut également recruter et former de potentiels distributeurs. Les distributeurs sont payés à la marge, en fonction du nombre de produits qu'ils parviennent à vendre personnellement ; ils bénéficient également d'un bonus en fonction de la performance de vente des distributeurs qu'ils ont recrutés. Ils gravissent les échelons de l'échelle de rémunération et des bonus supplémentaires peuvent être attribués (souvent lors de challenge en interne) plus leur chiffre d'affaires personnel (c’est-à-dire leurs ventes) augmente. Nu Skin affirme investir environ 43 % de ses revenus dans la rémunération des ventes, voulant devenir la société qui rémunère ses distributeurs le mieux dans le monde.
30 % de son CA est directement investi en R&D.
Depuis le début de la saison 1992-1993 de basketball professionnel, Nu Skin sponsorise l'équipe du Jazz de l'Utah. Nu Skin finance également le programme athlétique de l'université Brigham Young, ainsi que le America's Freedom Festival de Provo - une des plus grandes célébrations américaines de la fête nationale.

## Perception et image
Au début des années 1990, Nu Skin a fait l'objet d'une enquête menée par les États du Connecticut, de la Pennsylvanie, de la Floride, de l'Illinois, de l'Ohio et du Michigan pour pratiques commerciales trompeuses. Finalement, en 1992, la compagnie parvient à un accord avec cinq de ces États : si elle n'admet aucun des délits dont elle est accusée, elle accepte de payer les coûts d'enquête des différents États, de rembourser les distributeurs mécontents et de réorganiser ses pratiques promotionnelles. Cependant, le procureur général du Connecticut n'accepte pas cette proposition et poursuivra Nu Skin pour avoir trompé ses distributeurs et pour avoir exploité un système de vente pyramidal. Nu Skin n'admit pas avoir réalisé de tromperie ou de violation de la loi et, dans le cadre d'un accord avec le Connecticut, fit don de 85 000 dollars à un programme de protection des consommateurs. 
En 1997, le procureur général de Pennsylvanie a poursuivi Nu Skin, déclarant que la compagnie exploitait un système de vente pyramidale par le biais d'un intermédiaire, sa filiale QIQ Connections. Le procureur général allégua que les distributeurs payaient pour obtenir un droit d'accès à un marché de services technologiques qui, en réalité, n'existe pas. Nu Skin mit fin à sa filiale QIQ, permettant à ceux qui avaient payé QIQ de se rabattre vers Big Planet, un autre marché intéressant de Nu Skin en matière de technologie Internet. Le président de Big Planet a déclaré que les allégations de système de vente pyramidale étaient le fait de « quelques distributeurs qui, dans leur enthousiasme, se sont montrés trop zélés dans leurs activités commerciales. »
En 2010, Nu Skin est intégré à la liste des « 100 compagnies les plus dignes de confiance » du magazine économique Forbes.
En 2012, l'université Stanford a envoyé une lettre d'injonction de ne pas utiliser le nom d'un de ses chercheurs dans les annonces publicitaires de Nu Skin. Par la suite, l'université a publié une déclaration à propos de ses recherches à long terme réalisées en relation avec Nu Skin, expliquant que la lettre envoyée à Nu Skin était une requête du Dr. Stuart Kim, enseignant-chercheur à Stanford. Ce dernier demandait dans la lettre que son nom soit enlevé de tout matériel marketing de Nu Skin, dans la mesure où il n'est plus impliqué dans quelques recherches financées par Nu Skin. Cependant, la lettre ne reconnaît pas les actuelles relations de recherche entre Stanford et Nu Skin. Stanford présenta des excuses pour les malentendus qui avaient pu en résulter.
En 2012, Citron Research publie un rapport « démontrant que le modèle de vente de Nu Skin dans la Chine continentale, le marché avec la croissance la plus rapide de la vente directe, reposait sur un schéma marketing illégal de vente pyramidale. » Nu Skin rejeta les plaintes, qualifiant son modèle de vente en Chine de « correct » et affirma qu'il n'y avait aucun plan pour modifier ce modèle de vente. En janvier 2014, le gouvernement chinois annonce l'ouverture d'une enquête à propos de Nu Skin pour exploitation d'un schéma illégal de vente pyramidale, provoquant une chute des actions de la compagnie. Après enquête, il fut annoncé en mars 2014 que le gouvernement chinois allait imposer une amende à l'encontre de Nu Skin pour un montant d'environ 540 000 dollars, pour ventes illégales et publicité mensongère.
En février 2014, un recours collectif pour fraude boursière est déposé à la cour du District de l'Utah contre Nu Skin au nom des investisseurs qui ont acheté ou acquis des actions de la compagnie pendant la période allant du 10 juillet 2013 au 16 janvier 2014.
Aujourd'hui, il n'y a aucun coût d'affiliation. Nu Skin conseille de suivre un maximum de formations pour connaître l'entreprise et ses produits : réunions locales, séminaires nationaux et internationaux, dont les frais (transport, logement...) reste à la charge du distributeur. Les webinaires sont gratuits. 

### Évaluation des compléments alimentaires
Le complément alimentaire LifePak Anti-Aging produit par Pharmanex a été testé par ConsumerLab.com qui signala ce produit comme non-conforme, car le contenu total en vitamine A n'est pas clairement indiqué comme l'exigent les règles de la Food and Drug Administration (FDA).
Cependant, les produits vendus en Europe possèdent bien les normes européennes.
En 2006, les contrôles impromptus du LifePak européen, de l’OverDRIVE et du MarineOmega ont été exécutés par le Comité Olympique des Pays-Bas. L’agence nationale antidopage de la Roumanie a pratiqué des tests impromptus sur le Tēgreen97, l’Optimum Omega, l’OverDRIVE et le LifePak Essentials. Tous les produits ont passé les tests en portant haut les couleurs de Pharmanex.
En France, Nu Skin a passé les années de tests, en bonne et due forme, pour être reconnu et affilié par la Fédération de Vente Directe , garante du respect des normes NF. La FVD a été reconnue officiellement, le 12 mai 2010, par le gouvernement du potentiel au secteur de la vente directe a créé de l'activité, par le secrétaire d'état à l'emploi, Laurent Wauquiez. Le 21 septembre 2010, un accord cadre national a été signé, au Ministère de l'Economie et des Finances, mettant la vente directe au premier plan des pourvoyeurs d'emploi 

## Activités politiques
En 2011, deux entités commerciales de l'Utah en lien avec des cadres supérieurs de Nu Skin ont, chacune d'entre elles, contribué à hauteur d'un million de dollars à Restore Our Future. Ce comité d'action politique a été fondé par d'anciens collaborateurs du candidat à la présidence Mitt Romney, afin de financer sa campagne pour la Maison-Blanche.